# Ost-Ongul-Insel
Die Ost-Ongul-Insel (von japanisch 東オングル島 Higashi-Onguru-tō, englisch East Ongul Island) ist eine Insel vor der Prinz-Harald-Küste des ostantarktischen Königin-Maud-Lands. Sie gehört zur Inselgruppe Flatvær und liegt auf der Ostseite der Einfahrt zur Lützow-Holm-Bucht unmittelbar östlich des nördlichen Teils der Ongul-Insel.
Die Insel war 1946 von norwegischen Kartografen als Teil der Ongul-Insel kartiert worden, nachdem diese Luftaufnahmen der Lars-Christensen-Expedition 1936/37 ausgewertet hatten. Eine japanische Antarktisexpedition im Jahr 1957 hatte jedoch eine Meerenge zwischen der hier beschriebenen Insel und der Ongul-Insel entdeckt. Die Benennung erfolgte in Anlehnung an den Namen der benachbarten Insel. Ongul ist die norwegische Bezeichnung für einen Angelhaken.
Die Ost-Ongul-Insel ist Standort der japanischen Shōwa-Station. Ein 1961 errichteter Steinmann, der an den während der 4. japanischen Antarktisexpedition verunglückten Shin Fukushima erinnert, steht als HSM-2 unter Denkmalschutz.